# Geoff Billington
Geoff Billington (* 2. März 1955 in Cheshire) ist ein britischer Springreiter.

## Karriere
Bei den Olympischen Spielen 1996 in Atlanta wurde er mit It's Otto im Einzel Sechster, 2000 in Sydney schaffte er es nur auf den 24. Platz in der Einzelwertung. 1997 gewann Billington im Team mit John und Michael Whitaker, sowie Robert Smith die Bronzemedaille bei den Europameisterschaften in Mannheim. Bei den Weltmeisterschaften 1998 in Rom gewann er mit It's Otto ebenfalls Mannschafts-Bronze. 2010 wird er in der Weltrangliste auf Rang 173 geführt. 2007 gewann er das Hickstead Derby auf Cassabachus.

## Privates
Billington ist verheiratet und hat fünf Kinder, sein ältester Sohn James ist ebenfalls Springreiter. Der Springreiter ist für seine Scherze bekannt. Unter anderem nimmt Billington gerne Kollegen „auf die Schippe“, indem er ihren Reitstil nachahmt.

## Erfolge

### 2010
- CSI**, Großer Preis von Vestfold (NOR), Platz 2 (Pedro)

### 2009
- CSI*****, Weltcup, London-Olympia (GBR), Platz 2 (Pedro)
- CSI****, Großer Preis von De Steeg (NED), Platz 4 (Uppercut)
- CSI**, Großer Preis von Vilamoura (POR), Platz 1 (Rosinus)
- CSI****, Großer Preis von Comporta (POR), Platz 3 (Rosinus)
- CSI**, Großer Preis von Comporta (POR), Platz 3 (Rosinus)
- CSI**, Großer Preis von Vestfold (NOR), Platz 2 (Rosinus)